# Barkam
Barkam ou Markang ou Muerkvua é uma cidade administrativa da Prefeitura do Tibete e Qiang, no noroeste da província de Sichuan, República Popular da China. A sede da cidade é Barkam.

## Divisões administrativas
Barkam tem 3 cidades e 11 municípios:
Cidades: Barkam (马尔康 镇), Zhuokeji (卓克基 镇), Songgang (松岗 镇).
Municípios: Suomo, Baiwan, Dangba, Muerzong, Jiaomuzu, Shaerzong, Longerjia尔 甲 乡), Dazang (大 藏 乡), Kangshan (山乡 山乡), Caodeng (草 登 乡), Ribu (日 部 乡).

## Transporte
- Estrada Nacional da China 317

Devido à sua elevação, Barkam possui um clima oceânico (Köppen Cwb) na fronteira com um clima continental úmido (Köppen Dwb), com fortes influências das monções; os invernos são gelados e os verões quentes com chuvas frequentes. A temperatura média mensal de 24 horas varia de 1,7 °C (35,1 °F) de janeiro a 18,2 °C (64,8 °F) em julho, enquanto a média anual é de 10,63 °C (51,1 °F). Quase dois terços da precipitação anual de 786 milímetros (30,9 pol) ocorre de junho a setembro. Com a porcentagem mensal possível de sol variando de 36% em junho a 65% em dezembro, a cidade recebe 2.133 horas de sol brilhante anualmente. A variação diurna da temperatura é grande, com média de 16,02 °C (28,84 °F) anualmente.
| Dados climáticos para Barkam (1981−2010)                                                          | Dados climáticos para Barkam (1981−2010) | Dados climáticos para Barkam (1981−2010) | Dados climáticos para Barkam (1981−2010) | Dados climáticos para Barkam (1981−2010) | Dados climáticos para Barkam (1981−2010) | Dados climáticos para Barkam (1981−2010) | Dados climáticos para Barkam (1981−2010) | Dados climáticos para Barkam (1981−2010) | Dados climáticos para Barkam (1981−2010) | Dados climáticos para Barkam (1981−2010) | Dados climáticos para Barkam (1981−2010) | Dados climáticos para Barkam (1981−2010) | Dados climáticos para Barkam (1981−2010) |
| Mês                                                                                               | Jan                                      | Fev                                      | Mar                                      | Abr                                      | Mai                                      | Jun                                      | Jul                                      | Ago                                      | Set                                      | Out                                      | Nov                                      | Dez                                      | Ano                                      |
| ------------------------------------------------------------------------------------------------- | ---------------------------------------- | ---------------------------------------- | ---------------------------------------- | ---------------------------------------- | ---------------------------------------- | ---------------------------------------- | ---------------------------------------- | ---------------------------------------- | ---------------------------------------- | ---------------------------------------- | ---------------------------------------- | ---------------------------------------- | ---------------------------------------- |
| Recorde alta °C (°F)                                                                              | 22.1 (71.8)                              | 24.8 (76.6)                              | 26.8 (80.2)                              | 31.3 (88.3)                              | 34.7 (94.5)                              | 34.5 (94.1)                              | 34.6 (94.3)                              | 34.6 (94.3)                              | 32.4 (90.3)                              | 30.6 (87.1)                              | 23.3 (73.9)                              | 19.3 (66.7)                              | 34.7 (94.5)                              |
| Média alta °C (°F)                                                                                | 10.8 (51.4)                              | 13.7 (56.7)                              | 16.6 (61.9)                              | 19.6 (67.3)                              | 22.2 (72)                                | 23.6 (74.5)                              | 25.2 (77.4)                              | 25.0 (77)                                | 22.3 (72.1)                              | 18.7 (65.7)                              | 14.9 (58.8)                              | 10.7 (51.3)                              | 18.6 (65.5)                              |
| Média diária °C (°F)                                                                              | 1.7 (35.1)                               | 4.8 (40.6)                               | 8.1 (46.6)                               | 11.3 (52.3)                              | 14.3 (57.7)                              | 16.7 (62.1)                              | 18.2 (64.8)                              | 17.8 (64)                                | 15.3 (59.5)                              | 11.4 (52.5)                              | 6.1 (43)                                 | 1.8 (35.2)                               | 10.6 (51.1)                              |
| Média baixa °C (°F)                                                                               | −7.4 (18.7)                              | −4.2 (24.4)                              | −0.5 (31.1)                              | 3.0 (37.4)                               | 6.4 (43.5)                               | 9.7 (49.5)                               | 11.1 (52)                                | 10.6 (51.1)                              | 8.3 (46.9)                               | 4.0 (39.2)                               | −2.7 (27.1)                              | −7.2 (19)                                | 2.6 (36.7)                               |
| Recorde baixa °C (°F)                                                                             | −16.0 (3.2)                              | −13.1 (8.4)                              | −12.6 (9.3)                              | −4.2 (24.4)                              | −2.2 (28)                                | 1.5 (34.7)                               | 2.2 (36)                                 | 1.5 (34.7)                               | −0.5 (31.1)                              | −5.6 (21.9)                              | −10.7 (12.7)                             | −16.6 (2.1)                              | −16.6 (2.1)                              |
| Média precipitação mm (pol.)                                                                      | 2.9 (0.114)                              | 8.1 (0.319)                              | 24.8 (0.976)                             | 53.9 (2.122)                             | 106.2 (4.181)                            | 150.9 (5.941)                            | 130.5 (5.138)                            | 112.5 (4.429)                            | 121.3 (4.776)                            | 61.3 (2.413)                             | 8.7 (0.343)                              | 2.8 (0.11)                               | 783.9 (30.862)                           |
| Média de dias de precipitação (≥ 0.1 mm)                                                          | 2.8                                      | 4.9                                      | 10.1                                     | 14.9                                     | 20.0                                     | 22.4                                     | 20.5                                     | 18.0                                     | 19.8                                     | 15.3                                     | 4.7                                      | 2.1                                      | 155.5                                    |
| Média umidade relativa (%)                                                                        | 44                                       | 44                                       | 50                                       | 55                                       | 63                                       | 73                                       | 75                                       | 75                                       | 77                                       | 73                                       | 57                                       | 48                                       | 61.2                                     |
| Média mensal horas de sol                                                                         | 200.8                                    | 178.4                                    | 187.3                                    | 189.3                                    | 184.2                                    | 153.4                                    | 161.1                                    | 177.3                                    | 142.0                                    | 164.3                                    | 193.8                                    | 201.4                                    | 2 133,3                                  |
| Por cento luz do sol possível                                                                     | 63                                       | 57                                       | 51                                       | 49                                       | 43                                       | 36                                       | 37                                       | 43                                       | 38                                       | 47                                       | 61                                       | 65                                       | 48                                       |
| Source #1: China Meteorological Data Service Center                                               |                                          |                                          |                                          |                                          |                                          |                                          |                                          |                                          |                                          |                                          |                                          |                                          |                                          |
| Source #2: China Meteorological Administration(dias de precipitação, horas de sol de 1971 a 2000) |                                          |                                          |                                          |                                          |                                          |                                          |                                          |                                          |                                          |                                          |                                          |                                          |                                          |

## Dados demográficos
A cidade tinha uma população de 54 735 habitantes em 1999. A área é tradicionalmente habitada por um ramo do povo Rgyalrong que fala a língua Situ.